# Melicope fellii
Melicope fellii är en vinruteväxtart som beskrevs av Thomas Gordon Hartley. Melicope fellii ingår i släktet Melicope och familjen vinruteväxter. Inga underarter finns listade i Catalogue of Life.